# Friedrich Hermann Otto Finsch
 (février 2020).
Si vous disposez d'ouvrages ou d'articles de référence ou si vous connaissez des sites web de qualité traitant du thème abordé ici, merci de compléter l'article en donnant les références utiles à sa vérifiabilité et en les liant à la section « Notes et références ».
Friedrich Hermann Otto Finsch est un explorateur, un ethnographe et un naturaliste allemand, né le 8 août 1839 à Warmbrunn, arrondissement d'Hirschberg-des-Monts-des-Géants en province de Silésie et mort le 31 janvier 1917 à Brunswick.

## Biographie
À l’âge de 19 ans, il voyage à travers la Bulgarie où il travaille comme précepteur. Il étudie l’histoire naturelle durant son temps libre et son premier article consacré aux oiseaux de ce pays est publié dans Journal für Ornithologie.
Il devient conservateur assistant au muséum de Leyde puis en 1864 conservateur du muséum de Brême. En 1876, il accompagne le zoologiste Alfred Edmund Brehm (1829-1884) dans un voyage au Turkestan et dans le nord-ouest de la Chine. Il effectue de nombreux autres voyages dans les Balkans, en Amérique du Nord, en Laponie...
Finsch démissionne de son poste de conservateur en 1878 dans le but de reprendre ses voyages. Accompagné de sa femme, Josephine, il visite la Polynésie, la Nouvelle-Zélande, l’Australie et la Nouvelle-Guinée. Il revient en Allemagne en 1882. Deux ans plus tard, il repart pour la Nouvelle-Guinée comme commissaire impérial. Il négocie un territoire dans le nord-est comprenant la Nouvelle-Poméranie et le Nouveau-Mecklembourg. Ce territoire devient un protectorat allemand et est renommé Terre de l'Empereur-Guillaume (Kaiser-Wilhelms-Land), et le village où se tient l'administration est nommé en son honneur Finschhafen. L’Allemagne perd ce territoire en 1918.
Après son retour à Berlin, Finsch passe deux ans comme conseiller auprès de la Neuguinea-Kompagnie (compagnie allemande de Nouvelle-Guinée. En 1898, il devient conservateur de la collection d’oiseaux au Rijksmuseum de Leyde et en 1904 directeur du département d’ethnographie du muséum de la ville de Brunswick, où il meurt.

## Publications
Parmi ses publications, il faut citer Die Vogel Ost Afrika qu’il signe avec Gustav Hartlaub (1814-1900) et :
- Neu-Guinea und seine Bewohner, etc. (Brême, 1865).
- Die Papageien, monographisch bearbeitet (deux volumes, Leyde, 1867-1868).
- Avec G. Hartlaub, Beitrag zur Fauna Centralpolynesiens. Ornithologie der Viti-, Samoa- und Tonga-Inseln (Halle, 1867).
- Reise nach West-Sibirien im Jahre 1876 (Berlin, 1879).
- Samoafahrten. Reisen in Kaiser Wilhelms-Land und Englisch-Neu-Guinea in den Jahren 1884 u. 1885, etc. (Leipzig, 1888).
- Ethnologische Erfahrungen und Belegstücke aus der Südsee (Vienne, 1893).